# Тосно
То́сно — місто (з 1963, перша згадка в 1500), адміністративний центр Тосненського району, Ленінградська область, Росія.
Населення — 36,2 тис. мешканців (2010).
Місто розташовано на березі річки Тосна (сточище Неви), за 54 км на південний схід від Санкт-Петербургу. Доїхати до нього можна електропоїздами з Московського вокзалу, а також на комерційному автобусі К-610 від станції метро «Зоряна».
Назва міста пов'язана з його розташування на р. Тосна (ліва притока Неви). Рання форма гідроніма Тьсна від балтійського Tusna (з давньопруської мови tusan «тихий»).

## Історія
- 1500 рік — «Тосна Матуево на реце на Тосной» з двома господарями Бориском і Мартинком Матюковими село згадується в Новгородській писемній книзі. Входило до складу Водської пятини Новгородської феодальної республіки.
- 1714 рік — по указу Петра I в село були переселені селяни із центральних областей Росії. Засновані Тосненський Ям та Ямська слобода.
- 1717 рік — будівництво церкви Казанської ікони Божої Матері.
- В 1840-х роках для будівництва залізниці «Санкт-Петербург — Москва» в село були зігнані тисячі кріпаків.
- 1860 рік — відкриття церковно-приходської школи.
- 1892 рік — станція Тосно перетворена на залізничний вузол.
- 1930 рік — село Тосно стає адміністративним центром організованого Тосненського району.
- 1931 рік — початок електрифікації селища.
- З 29 серпня 1941 року до 26 січня 1944 року — окуповане гітлерівцями під час Німецько-радянської війни. У ході воєнних дій село було повністю знищене, населення району забрано німцями. Після війни село відновлено.
- 1962 рік — створено місцеве радіомовлення.
- 1963 рік — указом Президіуму Верховної Ради Російської Радянської Федеративної Соціалістичної Республіки селище перетворено на місто обласного підпорядкування.

Нині Тосно — великий залізничний вузол за 53 км на південь від Санкт-Петербургу, в об'їзд міста також проходить автомобільна магістраль Санкт-Петербург — Москва.

## Населення
| 1897 | 1926 | 1939  | 1945 | 1949 | 1959  | 1970  | 1979  | 1989  | 2002  | 2010  |
| ---- | ---- | ----- | ---- | ---- | ----- | ----- | ----- | ----- | ----- | ----- |
| 2798 | 4896 | 10170 | 4764 | 9200 | 15138 | 19564 | 24062 | 32459 | 38683 | 36238 |

## Засоби масової інформації
Незалежна районна суспільно-політична газета «Тосненский Вестник» виходить щотижня, по середам і суботам. Розповсюджується як через роздріб (мережа кіосків «ТосноПечати»), так і за передплатою.

## Економіка
У місті діють три підприємства зі 100 % іноземним капіталом:
- Завод «Тосно-Эра» (Henkel);
- Завод Caterpillar;
- Завод сантехніки іспанської компанії Roca Group;

Також працюють такі промислові підприємства:
- Завод полімерних виробів компанії «Леноблгаз»;
- завод «Тепловое оборудование»;
- «Завод Стройдеталь» та ін.

За 2007 рік підприємствами району відвантажено промислової продукції на суму 12,7 млрд рублів.

## Культура
- 1995 — відкрита Тосненська картинна галерея.
- 1998 — відкрився історико-краєзнавчий музей.

В Тосно знаходиться декілька пам'ятників («невідомому солдату», «жертвам радіаційних катастроф») і меморіальних дошок (кам'яний літопис).
Є екскурсійне бюро і можливість організувати мисливські тури.
З 2004 року в Тосно й Тосненському районі щорічно проходить аматорське авторалі «Ралі Тосно» — один із центральних автоперегонів у Ленінградській області автоспортсменів-аматорів.
2009 року відкрито басейн «Лазурний».